# Животівський полк
Животівський полк, Животовський полк — адміністративно-територіальна і військова одиниця Правобережної України у 17 столітті, один із козацьких полків, сформованих Богданом Хмельницьким на початку національної революції 1648—1657 років. Назва походить від містечка Животів (Животин, Животов; нині село Новоживотів Оратівського району Вінницької області).
В 1648 році полк брав участь у військових діях козацько-селянського війська під командуванням Максима Кривоноса на Поділлі та Волині, зокрема в здобутті містечок Старокостянтинів, Меджибіж, міст Кам'янець (нині Кам'янець-Подільський), Бар та інших міст та містечок, у Пилявецькій битві, у походах на міста Львів і Замостя (нині Замосць, Польща).
Згідно з умовами Зборівського договору Війська Запорозького з Польщею в 1649 році кілька полків було реформовано, в тому числі й Животівський. У «Реєстрі всього Війська Запорозького» 1649 року засвідчено, що Животівську сотню занесено до Кальницького полку.